# Banda (povo)
Os bandas são um grupo étnico da República Centro-Africana, alguns dos quais vivem na República Democrática do Congo e Camarões e possivelmente no Sudão. Os bandas falam uma língua do subgrupo Adamawa-Ubangi da família de línguas nígero-congolesas que está relacionada com a dos seus vizinhos Baya e Ngbandi
O número de Bandas era cerca de 1 300 000 no início do século XXI. Os bandas respeitam a ascendência patriarcal e vivem em aldeias de propriedades dispersas sob governo local de um chefe.
Os bandas rurais cultivam milho, mandioca, amendoim, batata doce e tabaco. Homens caçam e pescam e as mulheres recolhem alimentos selvagens e cultivam colheitas. Os artesãos bandas produzem esculturas de madeira e objetos utilitários rituais; são mais bem conhecidos por seus grandes tambores de fenda esculpidos em forma de animais.
Não tendo um estado quando foram encontrados pelos primeiros Europeus, os bandas selecionavam chefes de guerra apenas em épocas de crise, após as quais era retirado aos guerreiros o seu poder. Graus de idade e iniciações chamadas semali garantiam a unidade intergrupos em tempo de guerra. O casamento tradicionalmente requeria dote, muitas vezes em objetos de ferro. A poligamia, embora continue a ser praticada, tem vindo a diminuir com o surgimento de uma economia baseada no dinheiro.